# Брус Уайц
Брус Питър Уайц (на английски: Bruce Peter Weitz) (роден на 27 май 1943 г.) е американски актьор. Най-известната му роля е тази на сержант Майкъл „Мик“ Белкър в сериала „Хил Стрийт Блус“, за е награден с Еми за Най-добър поддържащ актьор в драматичен сериал през 1984 г.